# Gerald de Magnaco
Gerald de Magnaco, také Gerhard II. (̈* před 1290, † 1348 Trento) byl italský římskokatolický kněz, právník a diplomat, rádce českých králů Jana Lucemburského a Karla IV., nuncius papeže Klementa VI. a v letech 1347–1348 biskup tridentský.
Na dvoře českého krále Jana Lucemburského se uvedl jako králův rádce, absolvent univerzitního studia práv (držitel licenciátu), prokurátor a profesor práv. Získal různé prebendy v Itálii i prebendu pražského kanovníka. Za císaře Karla IV. byl rovněž královským diplomatem, nunciem papeže Klementa VI. a v letech 1347–1348 biskupem tridentským. V tomto úřadu zemřel.